# Morane
Morane, es un atolón sito en el archipiélago de las Tuamotu en Polinesia Francesa.

## Geografía
Morane está ubicado a 160 km al sur de Maria, el atolón más cercano, a 190 km al este de Fangataufa, y a 1 390 1390 km al este de Tahití. Es un atolón oval de 5,8 km de longitud y 3,5 de anchura máxima con una superficie de tierra emergida de 2 km²  y con una laguna, desprovista de paso al océano, de 11 km². 
Está administrativamente vinculado a las islas Gambier, ubicadas a 205 km al este. El atolón está deshabitado de manera permanente.

## Historia
La primera mención del atolón fue hecha por el ballenero estadounidense Nathaniel Cary en abril de 1832, que lo denomina Barstow's Island. Aparece igualmente bajo el nombre de Cadmus en ciertos mapas.
En el siglo xix, Morane se convierte en territorio francés, poblado entonces por aproximadamente 20 habitantes locales hacia 1850, donde se desarrolla el cultivo del coco.

## Fauna y flora
Morane –que es, con Tenararo, uno de los dos únicos atolones de las Tuamotu preservados de la introducción de mamíferos depredadores (ratas y gatos)– posee una de las colonias más importantes del andarríos de Kiritimati (Prosobonia cancellata), con más de quinientos individuos censados en 2012 (esta especie amenazada en el archipiélago), así como aproximadamente mil parejas de petreles de Murphy (Pterodroma ultima). También pueden verse algunos individuos de la paloma perdiz de Tuamotu (Pampusana erythroptera).